# Museo estatal judío Vilna Gaon
El Museo estatal judío Vilna Gaon se localiza en la ciudad de Vilna en Lituania, está dedicado al patrimonio histórico y cultural de los judíos lituanos.
El museo fue creado en 1989 por el Ministerio de Cultura de Lituania. En el transcurso de los años siguientes, sus elementos expositivos, muchos de los anteriores museos judíos en Lituania, se reunieron en un solo. Recibió su nombre actual en 1997, en conmemoración del 200 aniversario de la muerte del erudito talmúdico Vilna Gaon.